# 12362 Mumuryk
12362 Mumuryk eller 1993 TS1 är en asteroid i huvudbältet som upptäcktes den 15 oktober 1993 av de båda japanska astronomerna Kazuro Watanabe och Kin Endate vid Kitami-observatoriet. Den är uppkallad efter konstnären Mumuryk Keiko Yuharo.
Asteroiden har en diameter på ungefär 12 kilometer.